# Bussière-Poitevine
Bussière-Poitevine är en kommun i departementet Haute-Vienne i regionen Nouvelle-Aquitaine i västra Frankrike. Kommunen ligger i kantonen Mézières-sur-Issoire som tillhör arrondissementet Bellac. År 2018 hade Bussière-Poitevine 836 invånare.

## Befolkningsutveckling
Antalet invånare i kommunen Bussière-Poitevine
| Referens: INSEE |